# Lautala (Vavaʻu)
Lautala ist eine unbewohnte Insel in der tonganischen Inselgruppe Vavaʻu.

## Geographie
Lautala ist ein kleines Inselchen zwischen Tapana und Kapa. Sie gehört zum Riff südöstlich des Zentrums von Vavaʻu. Sie ist beinahe unmittelbar mit der kleinen Schwester Nukutahanga im Osten verbunden.

## Klima
Das Klima ist tropisch heiß, wird jedoch von ständig wehenden Winden gemäßigt. Ebenso wie die anderen Inseln der Vavaʻu-Gruppe wird Lautala gelegentlich von Zyklonen heimgesucht.